# Bazoches-en-Dunois
Bazoches-en-Dunois é uma comuna francesa na região administrativa do Centro, no departamento Eure-et-Loir. Estende-se por uma área de 18,08 km². Em 2010 a comuna tinha 265 habitantes (densidade: 14,7 hab./km²).